# Sergueï Gontchar
Pour le coureur cycliste ukrainien Sergueï Gontchar, consulter Serhiy Honchar.
Sergueï Viktorovitch Gontchar — en russe Сергей Викторович Гончар (Sergej Viktorovič Gončar) et en anglais Sergei Gonchar, né le 13 avril 1974 à Tcheliabinsk en URSS (aujourd'hui ville de Russie, est un joueur de hockey professionnel.

## Carrière

### Carrière en club
Il commence sa carrière en 1991-1992 dans la Superliga en jouant pour le Traktor Tcheliabinsk. La même année, il est repêché par les Capitals de Washington lors du repêchage d'entrée dans la Ligue nationale de hockey à la 14e position. Il ne rejoint pas pour autant de suite la LNH et joue pour le HK Dinamo Moscou pendant deux saisons avant de rejoindre l'Amérique du Nord.
Il joue alors dans la Ligue américaine de hockey pour les Pirates de Portland à la fin de la saison 1993-1994. Après avoir passé dix saisons avec les Capitals, Gontchar est échangé aux Bruins de Boston en mars 2004 en retour de Shaone Morrisonn et de deux choix au repêchage. Avec les Capitals, il s'est rendu jusqu'aux finales de la Coupe Stanley en 1998, mais son équipe s'est inclinée face aux Red Wings de Détroit. Bien qu'il occupe la position de défenseur, il est reconnu pour son talent offensif. Il connut sa meilleure saison en 2002-2003, avec une récolte de 67 points.
Lors de l'été 2005, il signe un contrat de cinq ans d'une valeur de 25 millions de dollars avec les Penguins de Pittsburgh. Avec l'équipe 2006-2007 des Penguins, ils parviennent pour la première fois aux séries éliminatoires depuis 2002 mais ils perdent au premier tour contre les Sénateurs d'Ottawa. Il finit second meilleur défenseur-pointeur de la saison LNH derrière le défenseur des Ducks d'Anaheim, Scott Niedermayer. Avec l'équipe 2007-2008, il parvient à la finale de la Coupe Stanley mais finalement l'équipe perd au sixième 4 matchs à 2 après avoir remporté le cinquième match de la finale sur la glace des Red Wings de Détroit au bout de trois prolongations. Encore une fois second meilleur pointeur pour un défenseur, cette fois derrière Nicklas Lidström, il ne remporte toujours pas de vraie récompense individuelle.
En 2008-2009 après avoir manqué la moitié de la saison, il revient au jeu en février et aide son équipe à remporter la Coupe Stanley inscrivant trois buts lors des séries. Le 2 mars 2009, il inscrit son 200e but dans la LNH lors d'une victoire 3-2 contre les Sabres de Buffalo.
Le 1er juillet 2010, il signe en tant qu'agent libre avec les Sénateurs d'Ottawa. Après trois saisons en Ontario, ses droits sont cédés aux Stars de Dallas le 7 juin 2013. Le 11 novembre 2014, il est échangé aux Canadiens de Montréal en retour de Travis Moen. Le 15 mai 2015, les Canadiens annoncent que Gonchar ne sera pas de retour pour la saison 2015-2016.

### Carrière internationale
Gontchar a représenté la Russie depuis 1992 lors du championnat européen junior. Remportant la médaille de bronze, il est alors élu meilleur défenseur du tournoi ainsi que sur l'équipe type du tournoi.
Par la suite, il représente la Russie en sélection senior.

## Statistiques

### En club
| Saison           | Équipe                  | Ligue            |       | Saison régulière | Saison régulière | Saison régulière | Saison régulière | Saison régulière |    | Séries éliminatoires | Séries éliminatoires | Séries éliminatoires | Séries éliminatoires | Séries éliminatoires |
| Saison           | Équipe                  | Ligue            | PJ    | B                | A                | Pts              | Pun              | PJ               | B  | A                    | Pts                  | Pun                  |                      |                      |
| 1991-1992        | Traktor Tcheliabinsk    | Superliga        | 31    | 1                | 0                | 1                | 6                | -                | -  | -                    | -                    | -                    |                      |                      |
| 1992-1993        | HK Dinamo Moscou        | Superliga        | 31    | 1                | 3                | 4                | 70               | 10               | 0  | 0                    | 0                    | 12                   |                      |                      |
| 1993-1994        | HK Dinamo Moscou        | Superliga        | 44    | 4                | 5                | 9                | 36               | 10               | 0  | 3                    | 3                    | 14                   |                      |                      |
| 1993-1994        | Pirates de Portland     | LAH              | -     | -                | -                | -                | -                | 2                | 0  | 0                    | 0                    | 0                    |                      |                      |
| 1994-1995        | Pirates de Portland     | LAH              | 61    | 10               | 32               | 42               | 67               | -                | -  | -                    | -                    | -                    |                      |                      |
| 1994-1995        | Capitals de Washington  | LNH              | 31    | 2                | 5                | 7                | 22               | 7                | 2  | 2                    | 4                    | 2                    |                      |                      |
| 1995-1996        | Capitals de Washington  | LNH              | 78    | 15               | 26               | 41               | 60               | 6                | 2  | 4                    | 6                    | 4                    |                      |                      |
| 1996-1997        | Capitals de Washington  | LNH              | 57    | 13               | 17               | 30               | 36               | -                | -  | -                    | -                    | -                    |                      |                      |
| 1997-1998        | Lada Togliatti          | Superliga        | 7     | 3                | 2                | 5                | 4                | -                | -  | -                    | -                    | -                    |                      |                      |
| 1997-1998        | Capitals de Washington  | LNH              | 72    | 5                | 16               | 21               | 66               | 21               | 7  | 4                    | 11                   | 30                   |                      |                      |
| 1998-1999        | Capitals de Washington  | LNH              | 53    | 21               | 10               | 31               | 57               | -                | -  | -                    | -                    | -                    |                      |                      |
| 1999-2000        | Capitals de Washington  | LNH              | 73    | 18               | 36               | 54               | 52               | 5                | 1  | 0                    | 1                    | 6                    |                      |                      |
| 2000-2001        | Capitals de Washington  | LNH              | 76    | 19               | 38               | 57               | 70               | 6                | 1  | 3                    | 4                    | 2                    |                      |                      |
| 2001-2002        | Capitals de Washington  | LNH              | 76    | 26               | 33               | 59               | 58               | -                | -  | -                    | -                    | -                    |                      |                      |
| 2002-2003        | Capitals de Washington  | LNH              | 82    | 18               | 49               | 67               | 52               | 6                | 0  | 5                    | 5                    | 4                    |                      |                      |
| 2003-2004        | Capitals de Washington  | LNH              | 56    | 7                | 42               | 49               | 44               | -                | -  | -                    | -                    | -                    |                      |                      |
| 2003-2004        | Bruins de Boston        | LNH              | 15    | 4                | 5                | 9                | 12               | 7                | 1  | 4                    | 5                    | 4                    |                      |                      |
| 2004-2005        | Metallourg Magnitogorsk | Superliga        | 40    | 2                | 17               | 19               | 57               | 4                | 1  | 1                    | 2                    | 6                    |                      |                      |
| 2005-2006        | Penguins de Pittsburgh  | LNH              | 75    | 12               | 46               | 58               | 100              | -                | -  | -                    | -                    | -                    |                      |                      |
| 2006-2007        | Penguins de Pittsburgh  | LNH              | 82    | 13               | 54               | 67               | 72               | 5                | 1  | 3                    | 4                    | 2                    |                      |                      |
| 2007-2008        | Penguins de Pittsburgh  | LNH              | 78    | 12               | 53               | 65               | 66               | 20               | 1  | 13                   | 14                   | 8                    |                      |                      |
| 2008-2009        | Penguins de Pittsburgh  | LNH              | 25    | 6                | 13               | 19               | 26               | 22               | 3  | 11                   | 14                   | 12                   |                      |                      |
| 2009-2010        | Penguins de Pittsburgh  | LNH              | 62    | 11               | 39               | 50               | 49               | 12               | 2  | 10                   | 12                   | 4                    |                      |                      |
| 2010-2011        | Sénateurs d'Ottawa      | LNH              | 67    | 7                | 20               | 27               | 20               | -                | -  | -                    | -                    | -                    |                      |                      |
| 2011-2012        | Sénateurs d'Ottawa      | LNH              | 74    | 5                | 32               | 37               | 55               | 7                | 1  | 3                    | 4                    | 6                    |                      |                      |
| 2012-2013        | Metallourg Magnitogorsk | KHL              | 37    | 3                | 26               | 29               | 40               | -                | -  | -                    | -                    | -                    |                      |                      |
| 2012-2013        | Sénateurs d'Ottawa      | LNH              | 45    | 3                | 24               | 27               | 26               | 10               | 0  | 6                    | 6                    | 14                   |                      |                      |
| 2013-2014        | Stars de Dallas         | LNH              | 76    | 2                | 20               | 22               | 20               | 6                | 0  | 0                    | 0                    | 4                    |                      |                      |
| 2014-2015        | Stars de Dallas         | LNH              | 3     | 0                | 1                | 1                | 2                | -                | -  | -                    | -                    | -                    |                      |                      |
| 2014-2015        | Canadiens de Montréal   | LNH              | 45    | 1                | 12               | 13               | 16               | -                | -  | -                    | -                    | -                    |                      |                      |
| Totaux LNH       | Totaux LNH              | Totaux LNH       | 1 301 | 220              | 591              | 811              | 981              | 141              | 22 | 68                   | 90                   | 102                  |                      |                      |
| Totaux Superliga | Totaux Superliga        | Totaux Superliga | 153   | 11               | 27               | 38               | 173              | 24               | 1  | 4                    | 5                    | 32                   |                      |                      |

### En équipe nationale
| Année | Compétition                 |   | PJ | B | A | Pts | Pun                        |  | Résultat |
| 1992  | Championnat d'Europe junior | 6 | 1  | 4 | 5 | 8   | Médaille de bronze         |  |          |
| 1993  | Championnat du monde junior | 7 | 0  | 2 | 2 | 10  | Sixième place              |  |          |
| 1996  | Coupe du monde              | 4 | 2  | 2 | 4 | 2   | Défaite en demi-finale     |  |          |
| 1998  | Jeux olympiques             | 6 | 0  | 2 | 2 | 0   | Médaille d'argent          |  |          |
| 2000  | Championnat du monde        | 6 | 1  | 0 | 1 | 2   | Onzième place              |  |          |
| 2002  | Jeux olympiques             | 6 | 0  | 0 | 0 | 2   | Médaille de bronze         |  |          |
| 2004  | Coupe du monde              | 4 | 1  | 2 | 3 | 6   | Défaite en quart de finale |  |          |
| 2006  | Jeux olympiques             | 8 | 0  | 2 | 2 | 8   | Quatrième place            |  |          |
| 2007  | Championnat du monde        | 9 | 1  | 4 | 5 | 4   | Médaille de bronze         |  |          |
| 2010  | Jeux olympiques             | 4 | 1  | 0 | 1 | 2   | Sixième place              |  |          |
| 2010  | Championnat du monde        | 5 | 0  | 4 | 4 | 0   | Médaille d'argent          |  |          |

## Trophées et honneurs personnels
- Sélectionné pour le Match des étoiles en 2001, 2002, 2003 et 2008
- Vainqueur de la Coupe Stanley 2008-2009 avec les Penguins de Pittsburgh.